# 9 décembre 1999
Le jeudi 9 décembre 1999 est le 343e jour de l'année 1999.

## Décès
- Roland Carraz (né le 18 mai 1943), historien et homme politique français
- Enrico Videsott (né le 3 juillet 1912), prêtre catholique italien

## Autres événements
- Création de la chaîne de télévision allemande : ZDFtheaterkanal
- Sortie du jeu Vib-Ribbon sur Play Station
- Sortie du jeu Yu-Gi-Oh! Forbidden Memories
- Création de la comédie musicale Aïda
- Ruth Dreifuss devient présidente de la Confédération suisse.
- Le Conseil européen d'Helsinki établit les questions institutionnelles nécessaires avant l'élargissement de l'Union européenne. Il précise les capacités militaires nécessaires à la Politique européenne de sécurité et de défense (PESD)
- Düzce est élevée au rang de province
- Début de la Coupe du monde de combiné nordique 1999-2000
- Début du Championnat d'Inde de football 1999-2000
- Aux États-Unis, record du nombre d'exécutions en un jour : l'Oklahoma, l'Indiana, le Texas et la Virginie ont chacun exécuté un condamné[1].